# Căutând-o pe Susan
Căutând-o pe Susan (Desperately Seeking Susan) este un film romantic de comedie din 1985 regizat de Susan Seidelman, cu Madonna și Rosanna Arquette în rolurile principale. Filmul a fost numit unul din cele mai bune zece filme din 1985, iar Rosanna a fost nominalizată la premiul „Cea mai bună actriță” la premiile Globul de Aur.